# 小行星4666
小行星4666（4666 Dietz）是一颗绕太阳运转的小行星，为主小行星带小行星。该小行星于1986年5月4日发现。以美國地質學家羅伯特·迪茨命名。

## 轨道参数
小行星4666的轨道半长轴为2.3394058 UA，离心率为0.233。